# Nostradamus
Nostradamus, egentligen Michel de Nostredame, född 14 december 1503 i Saint-Rémy-de-Provence, död 2 juli 1566 i Salon-de-Provence, var en fransk astrolog, matematiker, mystiker, läkare och filosof.

## Liv och verk
Nostradamus är mest känd för att ha nedtecknat profetior vilka sägs förutse framtida händelser från 1500-talet och framåt. De publicerades i förtäckt versform i boken Centuries (även kända som Les Prophéties de Michel de Nostredame) 1555 (utvidgad utgåva 1568).
Nostradamus studerade medicin i sin ungdom, och blev med tiden känd för att framgångsrikt behandla pestsjuka. Nostradamus blev även en prominent läkare vid det franska hovet, där han bland annat sammanställde ett horoskop för konungen Henrik II.
Nostradamus Centuries kom att förbjudas av påven, då de menades förutspå påvedömets undergång.
Alltsedan Nostradamus död har hans bok Les Propheties fascinerat generationerna. Kritiker pekar på att det är möjligt att tolka hans profetior näst intill hur man vill och att samma stycken använts som en förutsägelse av en mängd olika händelser. Det påpekas också att inte någon lyckats förutse en händelse med hjälp av texterna, de har istället använts för att leta efter lämpliga textpassager, som kan tolkas som en beskrivning av händelser som redan inträffat. Hans skrifter har ännu en dragningskraft. Under andra världskriget användes de till och med som krigspropaganda. Tyska Luftwaffe släppte år 1940 ner flygblad med Nostradamus profetior som ansågs förutspå ett franskt nederlag i kriget.

## Andra verk omkring Nostradamus
Många böcker har skrivits om Nostradamus profetior. Bland annat har Terry Pratchett tillsammans med Neil Gaiman skrivit en parodi, Goda Omen, som driver hejdlöst med både Nostradamus och Uppenbarelseboken. Hårdrocksbandet Judas Priest har också gjort ett konceptalbum som handlar om honom. TV-serien First Wave, har Nostradamus profetior som en grundpelare.

### Samtal med Nostradamus
Åren 1989-1992 utkom i USA tre böcker av den andligt, terapeutiskt inriktade Dolores Cannon, Conversations with Nostradamus, volym 1-3. I dessa berättas om hur en av hennes klienter under en hypnotisk behandlingsprocess oförutsett fick kontakt med en andlig vägledare, som förmedlade kontakt genom tid och rum med en 1500-talsläkare, som efterhand visade sig sägas vara Nostradamus, som på sin tid kommunicerade med andevarelser och därigenom sades få mycket av sina informationer förmedlade. Det beskrivs i böckerna också bland annat ett märkligt slags instrument, som en "magisk spegel", där levande bilder från olika platser och tider visade sig likt i en TV-apparat. 
I böckerna förklarar bland annat Nostradamus själv många av sina profetior, ofta med helt andra tolkningar än vad som uttolkare i övrigt sökt göra. Bland annat beskrivs där 1989 ingående det dubiösa valet av en "framtida amerikansk president", vilket till sist avgjordes av landets högsta domstol. Detta visade sig stämma exakt på valet år 2000, då George W. Bush tilldelades segern över den som egentligen först utsetts till valets segrare, Al Gore.

## Svenska översättningar
- Drömmarnes Bok eller konsten att riktigt tyda en hvar dröm ("efter tillförlitliga egyptisk-arabiska källskrifter bearbetad och kompletterad af Nostradamus", Envall & Kull, 1892)
- Nostradamus stora dröm- och spådomsbok (Köpenhamn, 1918)
- Nostradamus' profetior: med originaltexter i urval, för första gången övers. till svenska, efter 1568 års uppl. (Thule, 1940)
- Nostradamus' profetior: Quatrainer i urval om världens öden 1555-2797, efter den traditionella Nostradamusforskningen (Les prophéties) (tolkade samt med inledning och kommentarer av Åke Ohlmarks, Wahlström & Widstrand, 1960)
- Nostradamus' profetior (Les prophéties) (med översättning och tolkning av Gustaf Gustafsson, förord av Åke Ohlmarks, Hälsans förlag, 1961)
- Nostradamus samlade profetior : allt av vikt som händer i världen förutsagt till år 3797 (Les prophéties) (översättning Åke Ohlmarks, Bonnier, 1983)
- Profetior: anno 1555 (Les prophéties) (översättning Jan Stolpe och Anna Carlstedt, Gidlund, 2008)